# Rada Spółdzielcza
Rada Spółdzielcza – organ Ministra Skarbu powołany ustawą z 1920 r. o spółdzielniach, mający na celu ustanowienia sposobów współdziałanie jednostek spółdzielczych z rządem w zakresie spraw spółdzielczych. Ujednolicenie tekstu ustawy dokonano obwieszczeniem Ministra Skarbu z 1934 r.

## Członkowie Rady
W skład Rady wchodzili delegaci Ministerstw, po jednym z każdego Ministerstwa:
- Skarbu,
- Spraw Wewnętrznych,
- Sprawiedliwości,
- Rolnictwa i Reform Rolnych,
- Przemysłu i Handlu,
- Opieki Społecznej.
- Spraw Wojskowych.

Ponadto jednego członka Rady powoływał Minister Skarbu spośród osób przedstawionych przez izby rolnicze.
Liczba członków przedstawionych przez związki, stanowiła co najmniej dwie trzecie ogółu członków Rady Spółdzielczej,
Przewodniczącego Rady Spółdzielczej wyznaczał Minister Skarbu spośród urzędników swego Ministerstwa. Przewodniczący był zarazem wykonawcą zarządzeń Ministra Skarbu i uchwał Rady Spółdzielczej w sprawach, przewidzianych w ustawie oraz dotyczących ruchu spółdzielczego. Czynności swoje spełniał Przewodniczący przy pomocy osobnego biura, poddanego jego nadzorowi.

## Kompetencje Rady
Do kompetencji Rady Spółdzielczej należało:
- przedstawianie Ministrowi Skarbu opinii w sprawie przyznawania związkom prawa rewizji lub pozbawiania ich tego prawa,
- rozpatrywanie projektów, dotyczących ustawodawstwa spółdzielczego oraz projektów innych ustaw, mających znaczenie dla ruchu spółdzielczego,
- wydawanie instrukcji przewidzianych przez ustawę,
- układanie planów użycia wszelkich funduszów przeznaczonych na cele ruchu spółdzielczego przez ustawę lub Państwo,
- rozpoznawanie spraw, związanych z rozwojem ruchu spółdzielczego i podejmowanie inicjatywy w tym względzie oraz ustalanie wytycznych dla prac związków rewizyjnych,
- troszczenie się o poddawanie rewizji spółdzielni niezwiązkowych,
- opiniowanie statutów, przedstawianych przez spółdzielnie, co do celowości założenia spółdzielni oraz jej zamierzeń gospodarczych.

## Kompetencje Przewodniczącego Rady
Do kompetencji Przewodniczącego Rady Spółdzielczej należał:
- nadzór nad działalnością związków rewizyjnych,
- nadzór i rewizja spółdzielni niezwiązkowych,
- występowanie z wnioskami o rozwiązanie spółdzielni niezwiązkowych,
- zatwierdzanie rewidentów i pozbawianie ich prawa przeprowadzania rewizji,
- utrzymywanie ogólnych wykazów dotyczących ruchu spółdzielczego, dla celów statystycznych,
- wykonywanie uchwał Rady Spółdzielczej.

Przewodniczący przedstawiał Radzie Spółdzielczej zestawienia ze sprawozdań z działalności związków rewizyjnych oraz wnioski w sprawach, związanych z rozwojem ruchu spółdzielczego.

## Fundusz Rady Spółdzielczej
Fundusz Rady Spółdzielczej powstawał z opłat uchwalanych przez Radę Spółdzielczą.
Budżet Funduszu Rady Spółdzielczej ustalany był przez Radę Spółdzielczą i zatwierdzany przez Ministra Skarbu. Sposób administrowania i użycia Funduszu Rady ustalało rozporządzenie Ministra Skarbu.
Do prawomocności uchwał Rady Spółdzielczej potrzebna była obecność nie mniej niż połowy ogólnej liczby członków,
Uchwały zapadały zwykłą większością głosów. W razie równości głosów rozstrzygał głos Przewodniczącego.